# La única voz
«La única voz» es la tercera canción de No Te Va Gustar del álbum Este fuerte viento que sopla, compuesta por Emiliano Brancciari. Trata sobre el amor de la madre del cantante y de los sentimientos de éste hacia su progenitora.